# Zabłocie (rejon waraski)
Zabłocie (ukr. Заболоття) – wieś na Ukrainie, w obwodzie rówieńskim, w rejonie waraskim. W 2001 liczyła 1126 mieszkańców, spośród których 1117 wskazało jako ojczysty język ukraiński, 5 rosyjski, 3 białoruski, a 1 inny.
W pobliżu znajduje się przystanek kolejowy 362 km, położony na linii Sarny – Kowel.

## Historia
W okresie międzywojennym wieś wchodziła w skład województwa poleskiego II RP, powiat sarneński, gmina Rafałówka.